# Soupex
Soupex  est une commune française située dans le nord-ouest du département de l'Aude, en région Occitanie.
Sur le plan historique et culturel, la commune fait partie du Lauragais, l'ancien « Pays de Cocagne », lié à la fois à la culture du pastel et à l’abondance des productions, et de « grenier à blé du Languedoc ». Exposée à un climat océanique altéré, elle est drainée par le Fresquel, la rigole du canal du Midi, le ruisseau de Soupex.
Soupex est une commune rurale qui compte 240 habitants en 2022. Elle fait partie de l'aire d'attraction de Toulouse. Ses habitants sont appelés les Soupexois et Soupexoises.

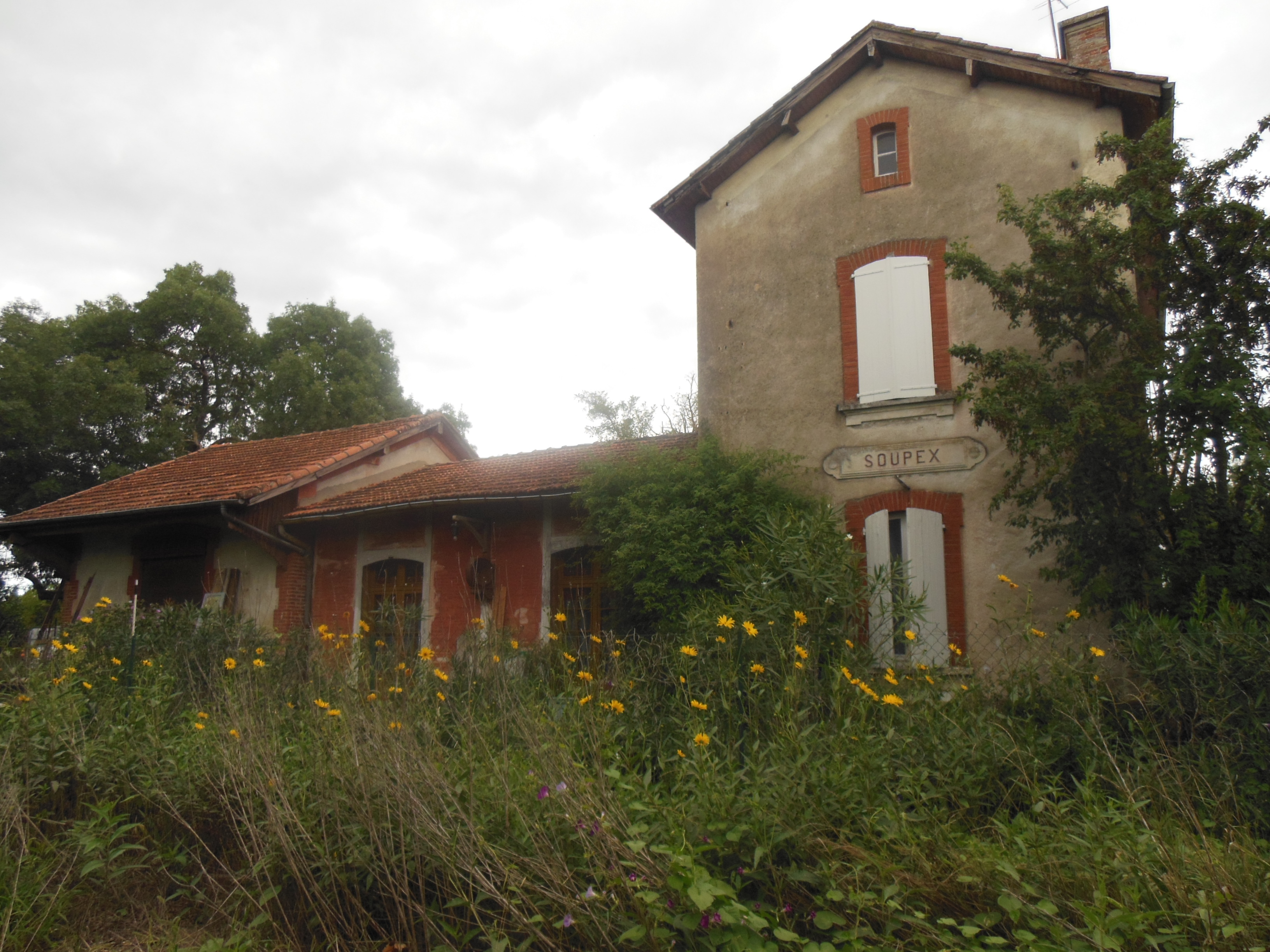
Gare de Soupex.

## Géographie
Commune située dans le Lauraguais au pied de la montagne Noire, sur la rigole de la plaine et la ligne de Castelnaudary à Rodez. C'est une commune limitrophe avec le département de la Haute-Garonne.

### Communes limitrophes
Les communes limitrophes sont  Airoux, Montmaur, Puginier, Ricaud, Saint-Félix-Lauragais, Saint-Paulet, Souilhanels et Souilhe.
|          | Saint-Paulet | Saint-Félix-Lauragais (Haute-Garonne) |
| Montmaur | Soupex       | Puginier                              |
| Airoux   | Ricaud       | Souilhe, Souilhanels                  |

### Hydrographie
La commune est dans la région hydrographique « Côtiers méditerranéens », au sein du bassin hydrographique Rhône-Méditerranée-Corse. Elle est drainée par le Fresquel, la rigole du canal du Midi et le ruisseau de Soupex, qui constituent un réseau hydrographique de 7 km de longueur totale,.
Le Fresquel, d'une longueur totale de 63 km, prend sa source dans la commune de Baraigne et s'écoule d'ouest en est. Il traverse la commune et se jette dans l'Aude à Carcassonne, après avoir traversé 22 communes.
La rigole du canal du Midi, d'une longueur totale de 27 km, prend sa source dans la commune de Saint-Félix-Lauragais et s'écoule du nord-est au sud-ouest. Elle traverse la commune et se jette dans le canal du Midi à Montferrand, après avoir traversé 7 communes.
Le ruisseau de Soupex, d'une longueur totale de 11,1 km, prend sa source dans la commune de Saint-Félix-Lauragais et s'écoule vers le sud. Il traverse la commune et se jette dans le Fresquel à Souilhanels, après avoir traversé 5 communes.

### Climat
Pour des articles plus généraux, voir Climat de l'Occitanie et Climat de l'Aude.
En 2010, le climat de la commune est de type climat du Bassin du Sud-Ouest, selon une étude s'appuyant sur une série de données couvrant la période 1971-2000. En 2020, Météo-France publie une typologie des climats de la France métropolitaine dans laquelle la commune est exposée à un climat océanique altéré et est dans la région climatique Aquitaine, Gascogne, caractérisée par une pluviométrie abondante au printemps, modérée en automne, un faible ensoleillement au printemps, un été chaud (19,5 °C), des vents faibles, des brouillards fréquents en automne et en hiver et des orages fréquents en été (15 à 20 jours).
Pour la période 1971-2000, la température annuelle moyenne est de 13,3 °C, avec une amplitude thermique annuelle de 16 °C. Le cumul annuel moyen de précipitations est de 745 mm, avec 9,8 jours de précipitations en janvier et 5,2 jours en juillet. Pour la période 1991-2020, la température moyenne annuelle observée sur la station météorologique la plus proche, située sur la commune de Montferrand à 6 km à vol d'oiseau, est de 13,7 °C et le cumul annuel moyen de précipitations est de 758,8 mm,. Pour l'avenir, les paramètres climatiques de la commune estimés pour 2050 selon différents scénarios d'émission de gaz à effet de serre sont consultables sur un site dédié publié par Météo-France en novembre 2022.

### Milieux naturels et biodiversité
Aucun espace naturel présentant un intérêt patrimonial n'est recensé sur la commune dans l'inventaire national du patrimoine naturel,,.

## Urbanisme

### Typologie
Au 1er janvier 2024, Soupex est catégorisée commune rurale à habitat dispersé, selon la nouvelle grille communale de densité à 7 niveaux définie par l'Insee en 2022.
Elle est située hors unité urbaine. Par ailleurs la commune fait partie de l'aire d'attraction de Toulouse, dont elle est une commune de la couronne,. Cette aire, qui regroupe 527 communes, est catégorisée dans les aires de 700 000 habitants ou plus (hors Paris),.

### Occupation des sols
L'occupation des sols de la commune, telle qu'elle ressort de la base de données européenne d’occupation biophysique des sols Corine Land Cover (CLC), est marquée par l'importance des territoires agricoles (100 % en 2018), une proportion identique à celle de 1990 (100 %). La répartition détaillée en 2018 est la suivante : 
terres arables (90,9 %), zones agricoles hétérogènes (9,1 %). L'évolution de l’occupation des sols de la commune et de ses infrastructures peut être observée sur les différentes représentations cartographiques du territoire : la carte de Cassini (XVIIIe siècle), la carte d'état-major (1820-1866) et les cartes ou photos aériennes de l'IGN pour la période actuelle (1950 à aujourd'hui).

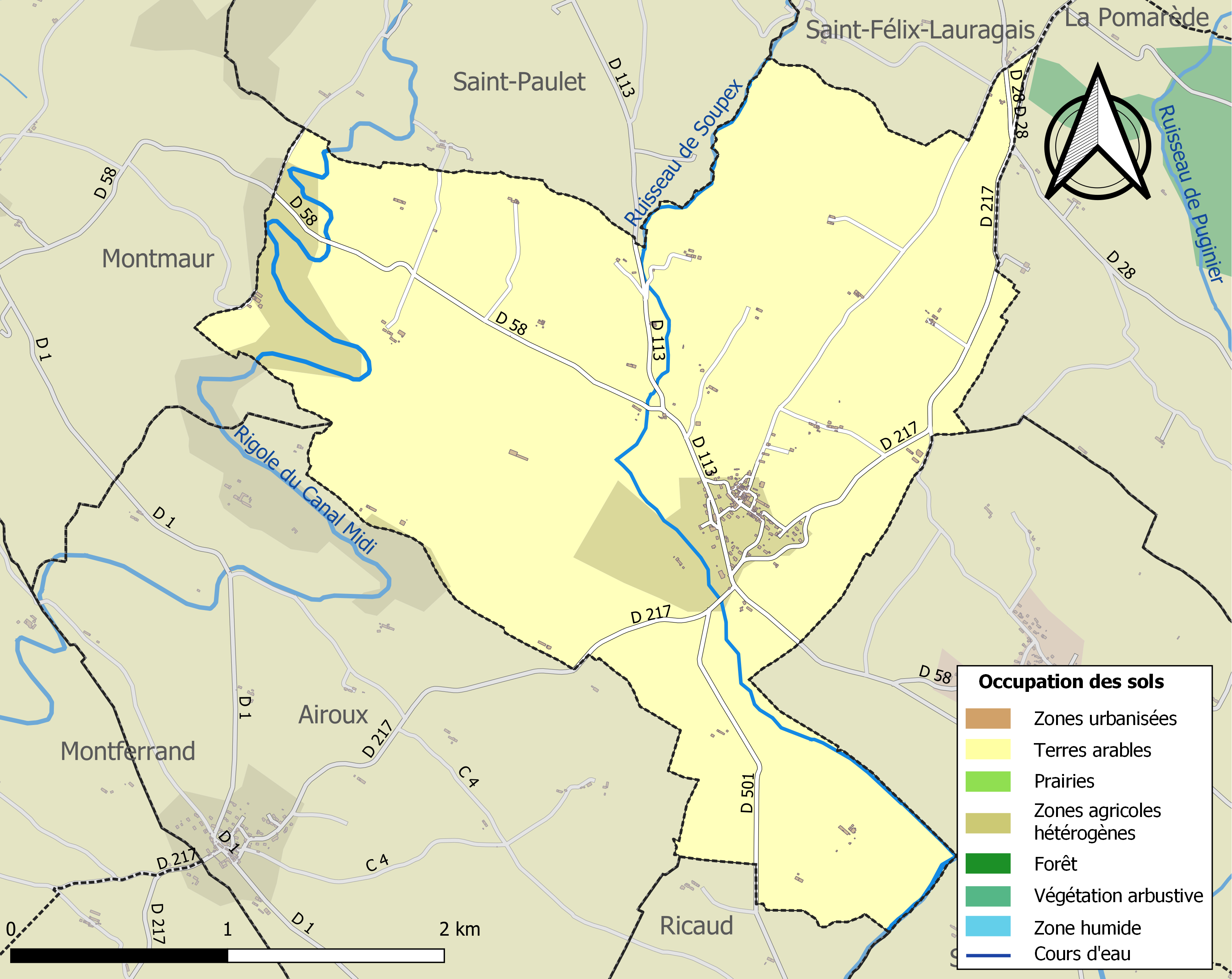
Carte des infrastructures et de l'occupation des sols de la commune en 2018 (CLC).

### Risques majeurs
Le territoire de la commune de Soupex est vulnérable à différents aléas naturels : météorologiques (tempête, orage, neige, grand froid, canicule ou sécheresse) et séisme (sismicité très faible). Il est également exposé à un risque technologique, le transport de matières dangereuses. Un site publié par le BRGM permet d'évaluer simplement et rapidement les risques d'un bien localisé soit par son adresse soit par le numéro de sa parcelle.

#### Risques naturels

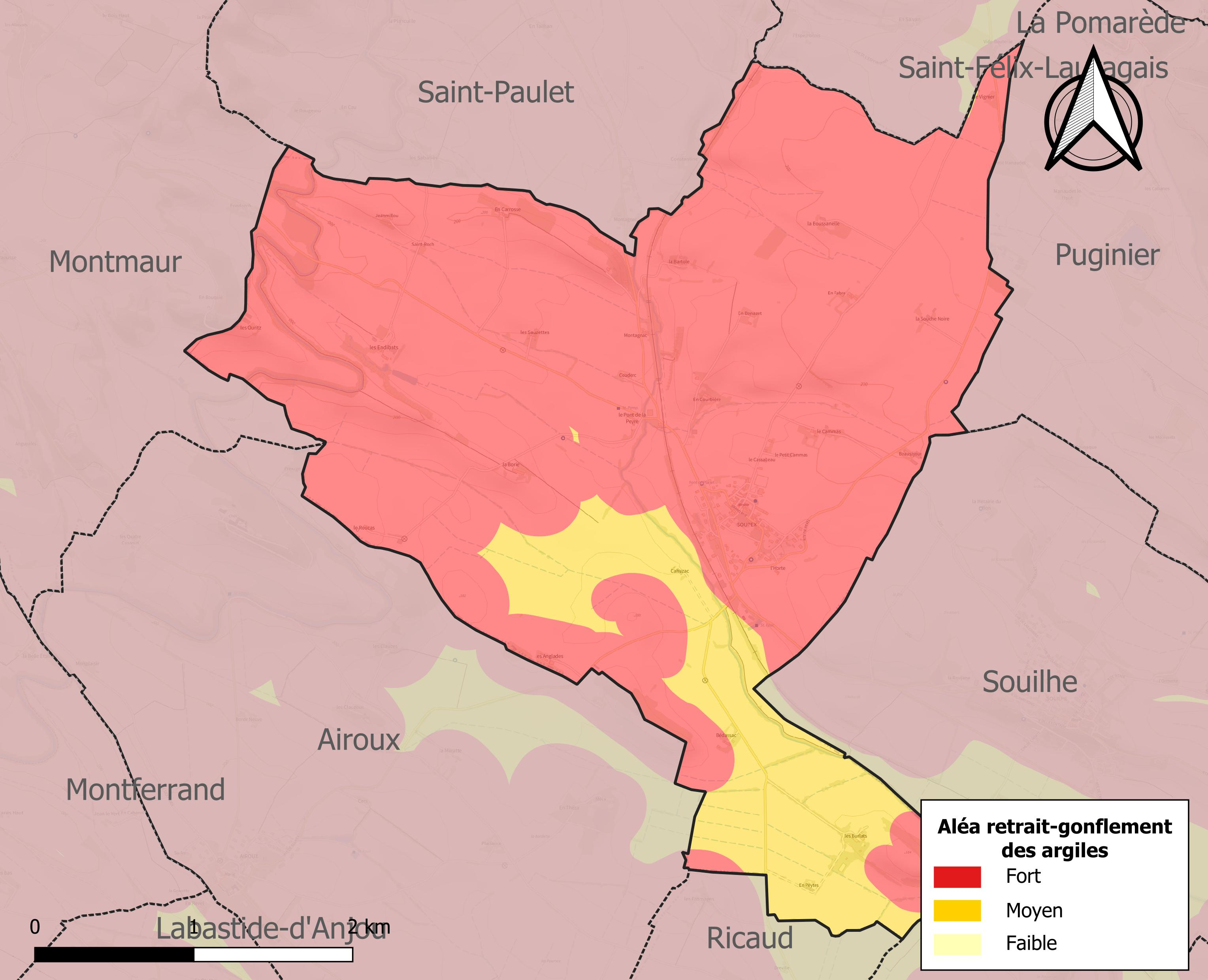
Carte des zones d'aléa retrait-gonflement des sols argileux de Soupex.

Le retrait-gonflement des sols argileux est susceptible d'engendrer des dommages importants aux bâtiments en cas d’alternance de périodes de sécheresse et de pluie. La totalité de la commune est en aléa moyen ou fort (75,2 % au niveau départemental et 48,5 % au niveau national). Sur les 132 bâtiments dénombrés sur la commune en 2019, 132 sont en aléa moyen ou fort, soit 100 %, à comparer aux 94 % au niveau départemental et 54 % au niveau national. Une cartographie de l'exposition du territoire national au retrait gonflement des sols argileux est disponible sur le site du BRGM,.

#### Risques technologiques
Le risque de transport de matières dangereuses sur la commune est lié à sa traversée par une infrastructure ferroviaire. Un accident se produisant sur de telles infrastructures est en effet susceptible d’avoir des effets graves au bâti ou aux personnes jusqu’à 350 m, selon la nature du matériau transporté. Des dispositions d’urbanisme peuvent être préconisées en conséquence.

## Politique et administration

### Liste des maires
| Période                                  | Période  | Identité            | Étiquette | Qualité       |
| ---------------------------------------- | -------- | ------------------- | --------- | ------------- |
| mai 2008                                 | 2014     | Michel Planes       |           |               |
| mars 2014                                | En cours | M. Dominique Barège | SE        | Fonctionnaire |
| Les données manquantes sont à compléter. |          |                     |           |               |

## Démographie
| 1793 | 1800 | 1806 | 1821 | 1831 | 1836 | 1841 | 1846 | 1851 |
| ---- | ---- | ---- | ---- | ---- | ---- | ---- | ---- | ---- |
| 402  | 380  | 425  | 389  | 397  | 431  | 402  | 409  | 434  |

| 1856 | 1861 | 1866 | 1872 | 1876 | 1881 | 1886 | 1891 | 1896 |
| ---- | ---- | ---- | ---- | ---- | ---- | ---- | ---- | ---- |
| 383  | 395  | 400  | 392  | 345  | 332  | 320  | 324  | 292  |

| 1901 | 1906 | 1911 | 1921 | 1926 | 1931 | 1936 | 1946 | 1954 |
| ---- | ---- | ---- | ---- | ---- | ---- | ---- | ---- | ---- |
| 284  | 286  | 281  | 243  | 281  | 280  | 272  | 292  | 288  |

| 1962 | 1968 | 1975 | 1982 | 1990 | 1999 | 2006 | 2007 | 2012 |
| ---- | ---- | ---- | ---- | ---- | ---- | ---- | ---- | ---- |
| 237  | 245  | 243  | 234  | 213  | 225  | 250  | 253  | 259  |

| 2017 | 2022 | - | - | - | - | - | - | - |
| ---- | ---- | - | - | - | - | - | - | - |
| 246  | 240  | - | - | - | - | - | - | - |

## Économie

### Revenus
En 2018  (données Insee publiées en septembre 2021), la commune compte 108 ménages fiscaux, regroupant 240 personnes. La médiane du revenu disponible par unité de consommation est de 21 050 € (19 240 € dans le département).

### Emploi
| Division       | 2008   | 2013   | 2018   |
| -------------- | ------ | ------ | ------ |
| Commune        | 3,5 %  | 8,8 %  | 4,6 %  |
| Département    | 10,2 % | 12,8 % | 12,6 % |
| France entière | 8,3 %  | 10 %   | 10 %   |

En 2018, la population âgée de 15 à 64 ans s'élève à 148 personnes, parmi lesquelles on compte 74,2 % d'actifs (69,5 % ayant un emploi et 4,6 % de chômeurs) et 25,8 % d'inactifs,. Depuis 2008, le taux de chômage communal (au sens du recensement) des 15-64 ans est inférieur à celui de la France et du département.
La commune fait partie de la couronne de l'aire d'attraction de Toulouse, du fait qu'au moins 15 % des actifs travaillent dans le pôle,. Elle compte 38 emplois en 2018, contre 31 en 2013 et 51 en 2008. Le nombre d'actifs ayant un emploi résidant dans la commune est de 105, soit un indicateur de concentration d'emploi de 35,8 % et un taux d'activité parmi les 15 ans ou plus de 53,8 %.
Sur ces 105 actifs de 15 ans ou plus ayant un emploi, 19 travaillent dans la commune, soit 18 % des habitants. Pour se rendre au travail, 86,9 % des habitants utilisent un véhicule personnel ou de fonction à quatre roues, 5,6 % les transports en commun et 7,5 % n'ont pas besoin de transport (travail au domicile).

### Activités hors agriculture
13 établissements sont implantés  à Soupex au 31 décembre 2019.
Le secteur des activités spécialisées, scientifiques et techniques et des activités de services administratifs et de soutien est prépondérant sur la commune puisqu'il représente 30,8 % du nombre total d'établissements de la commune (4 sur les 13 entreprises implantées  à Soupex), contre 13,3 % au niveau départemental.

### Agriculture
|               | 1988 | 2000 | 2010 | 2020 |
| ------------- | ---- | ---- | ---- | ---- |
| Exploitations | 14   | 8    | 9    | 7    |
| SAU (ha)      | 778  | 582  | 707  | 767  |

La commune est dans le Lauragais, une petite région agricole occupant le nord-ouest du département de l'Aude,. En 2020, l'orientation technico-économique de l'agriculture  sur la commune est la culture de céréales et/ou d'oléoprotéagineuses. Sept exploitations agricoles ayant leur siège dans la commune sont dénombrées lors du recensement agricole de 2020 (14 en 1988). La superficie agricole utilisée est de 767 ha,,.

## Culture locale et patrimoine

### Lieux et monuments

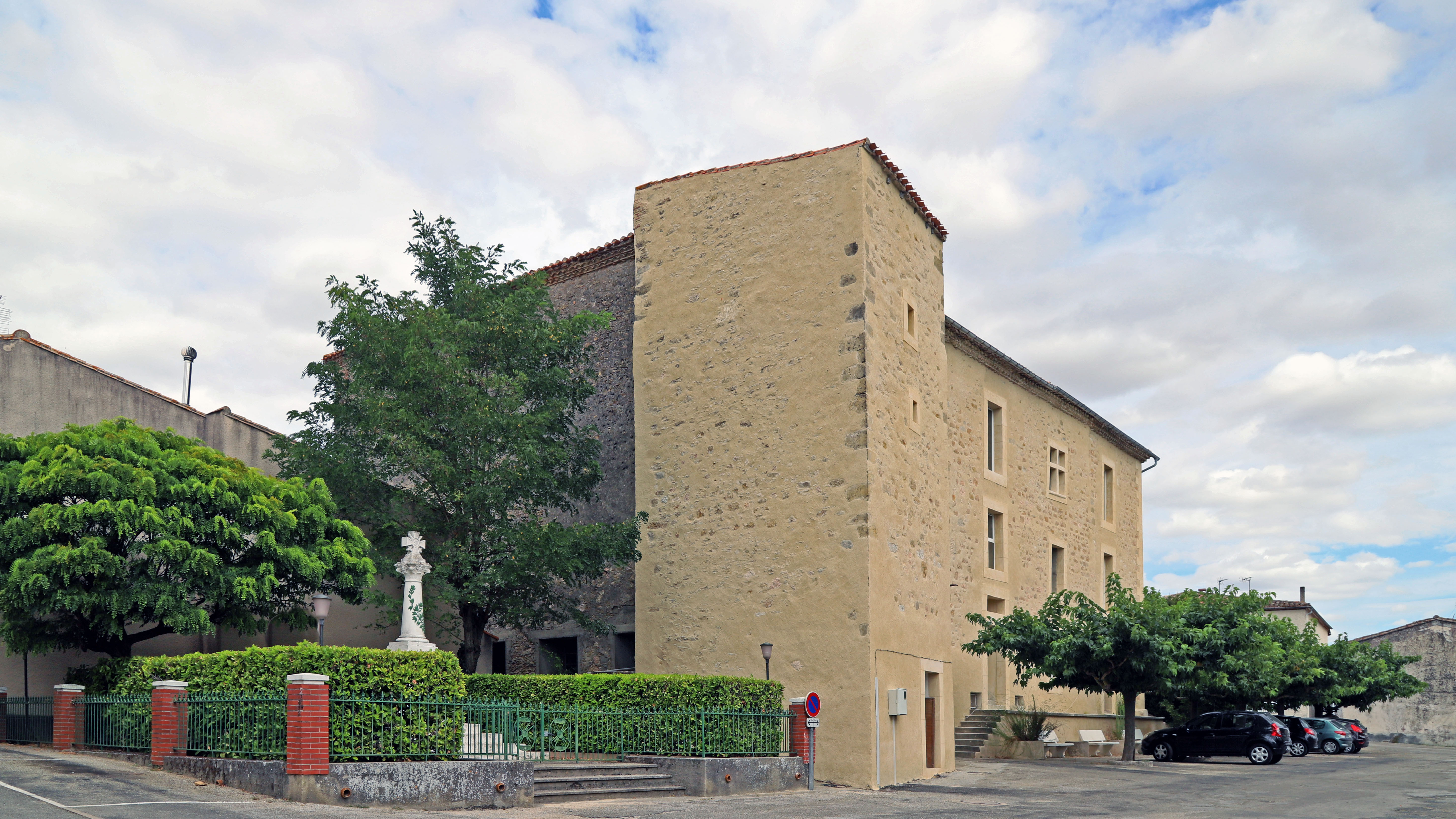
Le château.

- Villa gallo-romaine (site archéologique).
- Église Saint-Martin de Soupex d'architecture romane ; vitraux du peintre-verrier Henri Guérin (1929-2009).
- Stèle discoïdale.
- Massif château d'origine médiévale. Le château de Soupex est le cadre des romans de Jean-Côme Noguès, Le Faucon déniché (1972) et L'Enfant et la forêt (2011).

### Personnalités liées à la commune
- Eusèbe de Salle, 17 décembre 1796 - 1872, médecin, ancien élève de l'école royale de langues orientales, officier supérieur, interprète au quartier-général de l'Armée d'Afrique, grand voyageur et écrivain. A vécu plusieurs années au manoir d'Antipas, situé sur la commune.
- Jean-Côme Noguès, écrivain.

### Héraldique
| Blason de Soupex | Blason  | D'argent coupé de sable, chapé, chaussé de l'un en l'autre. |
| Blason de Soupex | Détails | Le statut officiel du blason reste à déterminer.            |